# Philippe Séguin

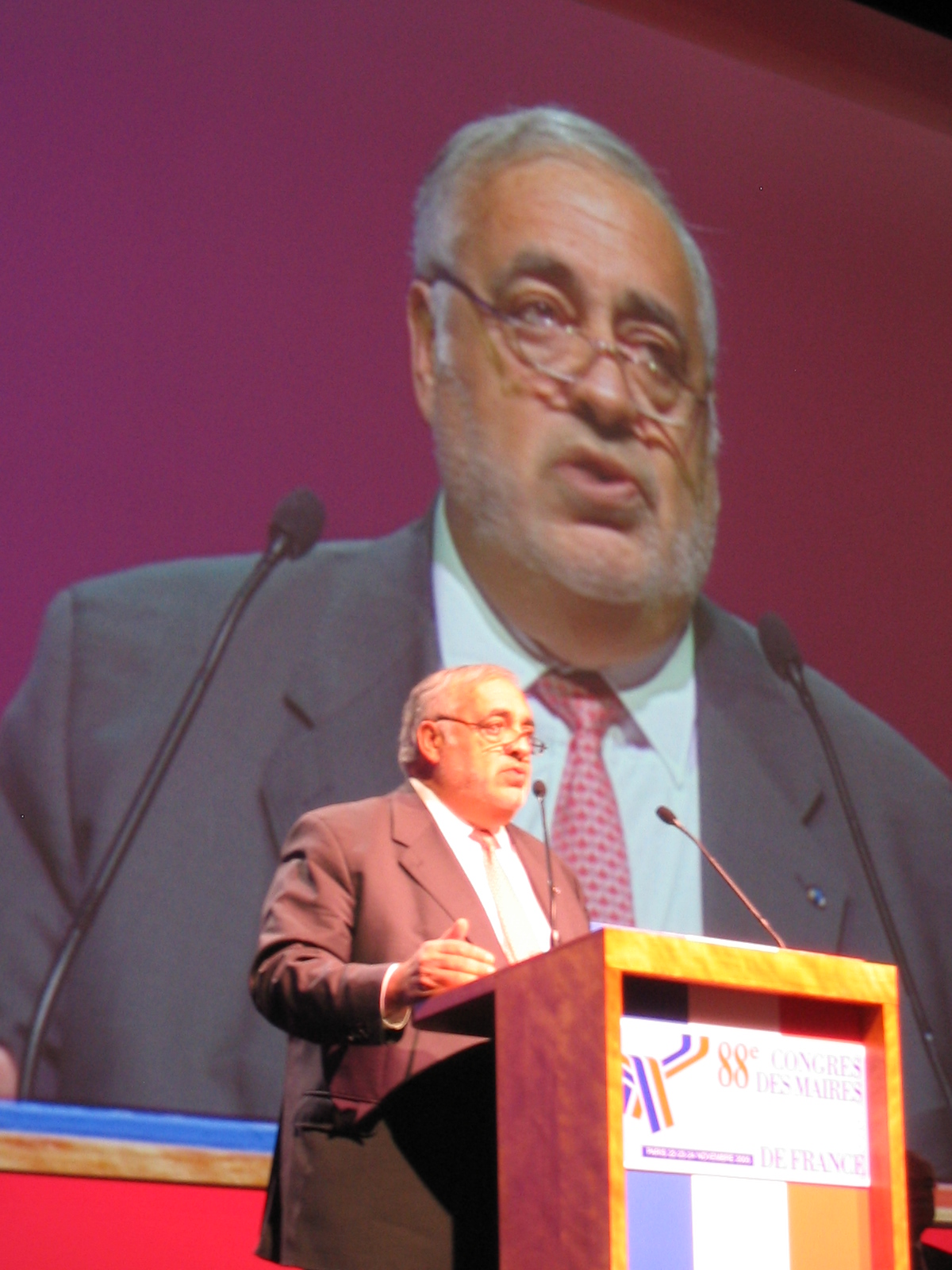
Philippe Séguin (2005)

Philippe Séguin (Tunis, 21 april 1943 - Parijs, 7 januari 2010) was een Frans politicus.

## Levensloop
Séguin studeerde geschiedenis aan de Universiteit van Aix-Marseille. Hij ging in 1970 werken bij het Rekenhof en begon een politieke carrière bij de neo-gaullistische partij RPR. In 1978 werd hij voor de Nationale Vergadering (het parlement) verkozen als vertegenwoordiger voor het departement Vosges. Als vertegenwoordiger van de sociale traditie binnen het gaullisme, werd hij minister van sociale zaken en tewerkstelling in het kabinet van Jacques Chirac van 1986 tot 1988.
Na de nederlaag van Chirac bij de presidentsverkiezingen van 1988, sloot hij zich aan bij Charles Pasqua en had hij kritiek op het verlaten van de gaullistische doctrine. Hij verweet Alain Juppé en Édouard Balladur toenadering te zoeken tot de liberale en de pro-Europese politiek. In 1992 speelde hij een belangrijke rol in de "neen"-campagne tegen het Verdrag van Maastricht. Op de avond van de verkiezingen voerde hij daarover een televisiedebat met president François Mitterrand.
Zijn relatie met Chirac verkoelde toen hij voorzitter werd van de RPR, na de rechtse nederlaag bij de Franse parlementsverkiezingen van 1997. Hij had kritiek op de opkomst van Chirac binnen de partij en wilde geen voorzitter zijn van de fanclub van Chirac. Kort vóór de Europese verkiezingen van 1999 nam hij ontslag, waarna Nicolas Sarkozy hem opvolgde.
Als officieel kandidaat van de RPR, verloor hij in 2001 de burgemeestersverkiezing in Parijs. Hij was gekant tegen de samenvoeging van de neo-gaullistische partij en rechtse klassieke krachten van het Union pour un Mouvement Populaire en verliet de politiek in 2002. Hij overleed in januari 2010 aan een hartinfarct.

## Politieke carrière
- Voorzitter van het Rekenhof van Frankrijk : 2004-2010.

Regeringsfunctie
- Minister van sociale zaken en tewerkstelling : 1986-1988.

Verkozen mandaten
- lid van de Nationale vergadering van Frankrijk
- Voorzitter van de Nationale Vergadering, 1993-1997.
- Ondervoorzitter, 1981-1986.
- Lid voor de Vosges, 1978-1986

Regionale Raad
- Ondervoorzitter van de Regionale Raad van Lotharingen, 1979-1983.
- Lid van de Regionale Raad van Lotharingen, 1979-1986.

Gemeenteraad
- Burgemeester van Epinal, 1983-1997.
- Gemeenteraadslid van Epinal, 1983-1997.
- Gemeenteraadslid van Parijs, 2001-2002.

Politieke functies
- Voorzitter van de Rassemblement pour la République : 1997-1999.